# Рыжебрюхий лемур
Рыжебрюхий лемур (лат. Eulemur rubriventer) — вид приматов из семейства лемуровых, относящийся к роду обыкновенных лемуров. Эндемик Мадагаскара.
Цвет шерсти самцов и самок отличается. Шерсть на спине самцов средней длины, густая, тёмно-коричневого цвета. Брюхо светлее, с красноватым оттенком. Хвост и морда чёрные. Самки также имеют коричневую спину и чёрный хвост, однако брюхо у них светло-кремового цвета.
Взрослое животное составляет в длину от 34 до 40 см (без учёта хвоста), хвост на 20 % длиннее, чем тело. Масса составляет от 1,6 до 2,4 кг. Самцы несут на голове пахучие железы.
Рыжебрюхие лемуры встречаются в восточной части Мадагаскара, на севере ареал ограничен массивом Царатанана, где водится на высоте до 2400 м над уровнем моря; на юг ареал простирается до реки Манампатрана.